# Nahal Alexander
Nahal Alexander (în ebraică נחל אלכסנדר) este un râu din Israel care curge din partea de vest a centurii muntoase Samaria din Cisiordania la Marea Mediterană, la nord de Netanya. Lungimea râului este de aproximativ 32 de  km. Mai multe pâraie mici curg în Nahal Alexander: Nablus, Te'enim, Ometz, Bahan și Avihail. Cea mai mare parte a râului este situată în  Valea Hefer.

## Floră și faună
Nahal Alexander este habitatul broaștelor țestoase cu coajă moale care pot ajunge la o dimensiune de 1,20 metri și cântăresc până la 50 de kilograme. În afară de țestoasele uriașe, se pot găsi și lișițe și alte păsări de apă, nutrii și pisici de stuf. Peștii indigeni includ somn, tilapia, anghilă de râu și chefal. Pe malul sudic se află dune de nisip mișcătoare, iar pe malul nordic, o dumbravă de eucalipți.

## Istoric

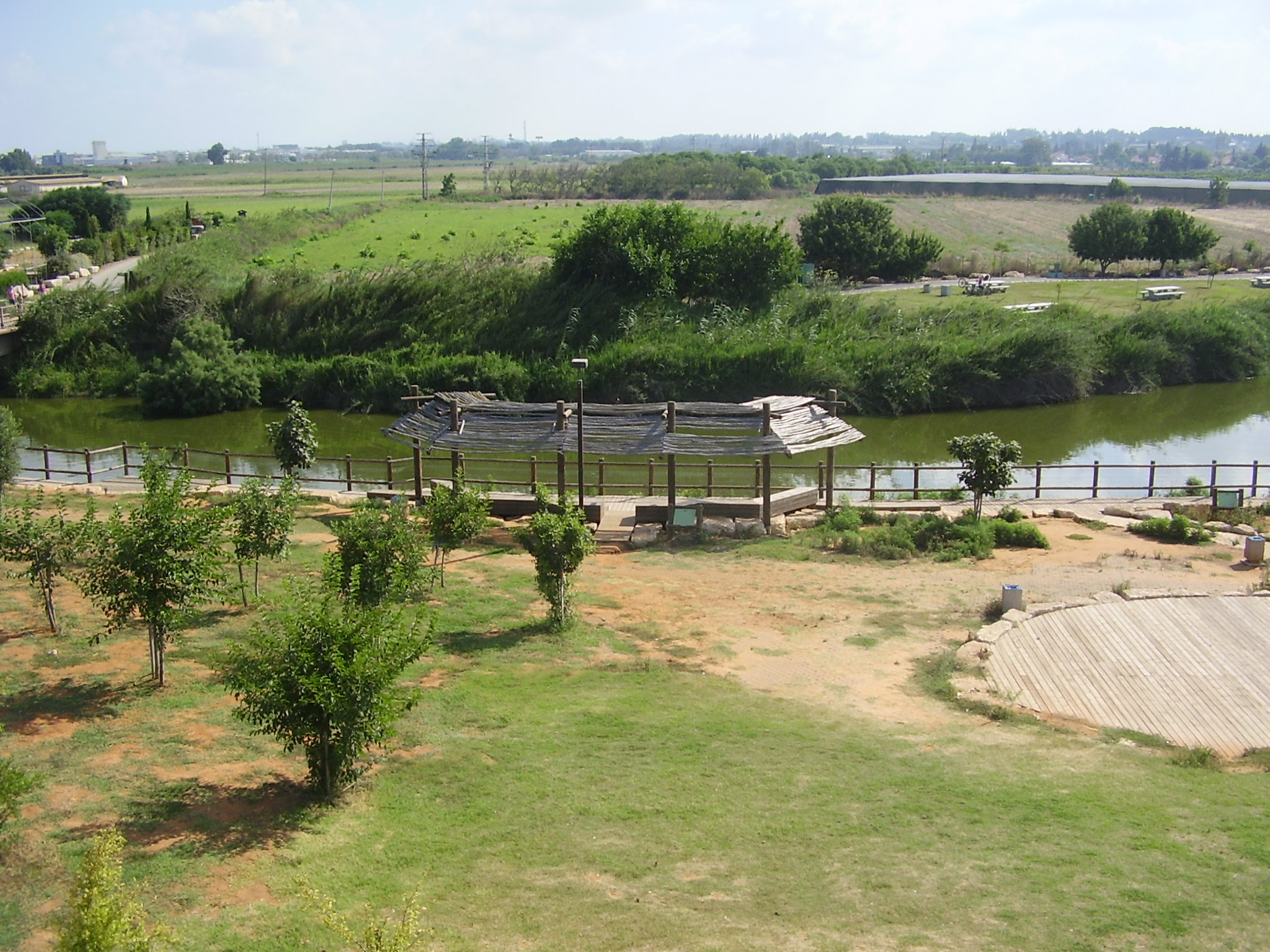
Nahal Alexander, lângă Gesher Hatzavim (Podul Broaștelor țestoase)

Hurvat Samra, o ruină antică pe un deal cu vedere la Nahal Alexander, ar fi slujit drept stație vamală pentru mărfurile transportate în josul râului până la portul din apropierea estuarului.
Plaja Beit Yanai este situată în locul unde râul se varsă în Marea Mediterană. La nord de plajă sunt rămășițe ale unui chei construit în 1938, în timpul mandatului britanic. A fost folosit pentru imigrația evreiască clandestină în Palestina când autoritățile britanice au refuzat ancorarea navele cu refugiați evrei  europeni care fugeau de naziști. 
În iarna anului 1991, Nahal Alexander s-a revărsat și cea mai mare parte a populației sale de broaște țestoase cu coajă moale a plutit în derivă în Marea Mediterană. Când ouăle rămase nu au reușit să eclozeze, Autoritatea pentru natură și parcuri din Israel a lansat un proiect de colectare a ouălor, de incubare a acestora și de returnare a broaștelor țestoase în apă.
În 2003, Nahal Alexander a făcut parte dintr-un proiect de ecologizare care a câștigat premiul I la concursul de reabilitare ecologică Riverprize din Australia, după ce a fost unul dintre cele mai poluate râuri din Israel.